# Đấu tranh sinh tồn

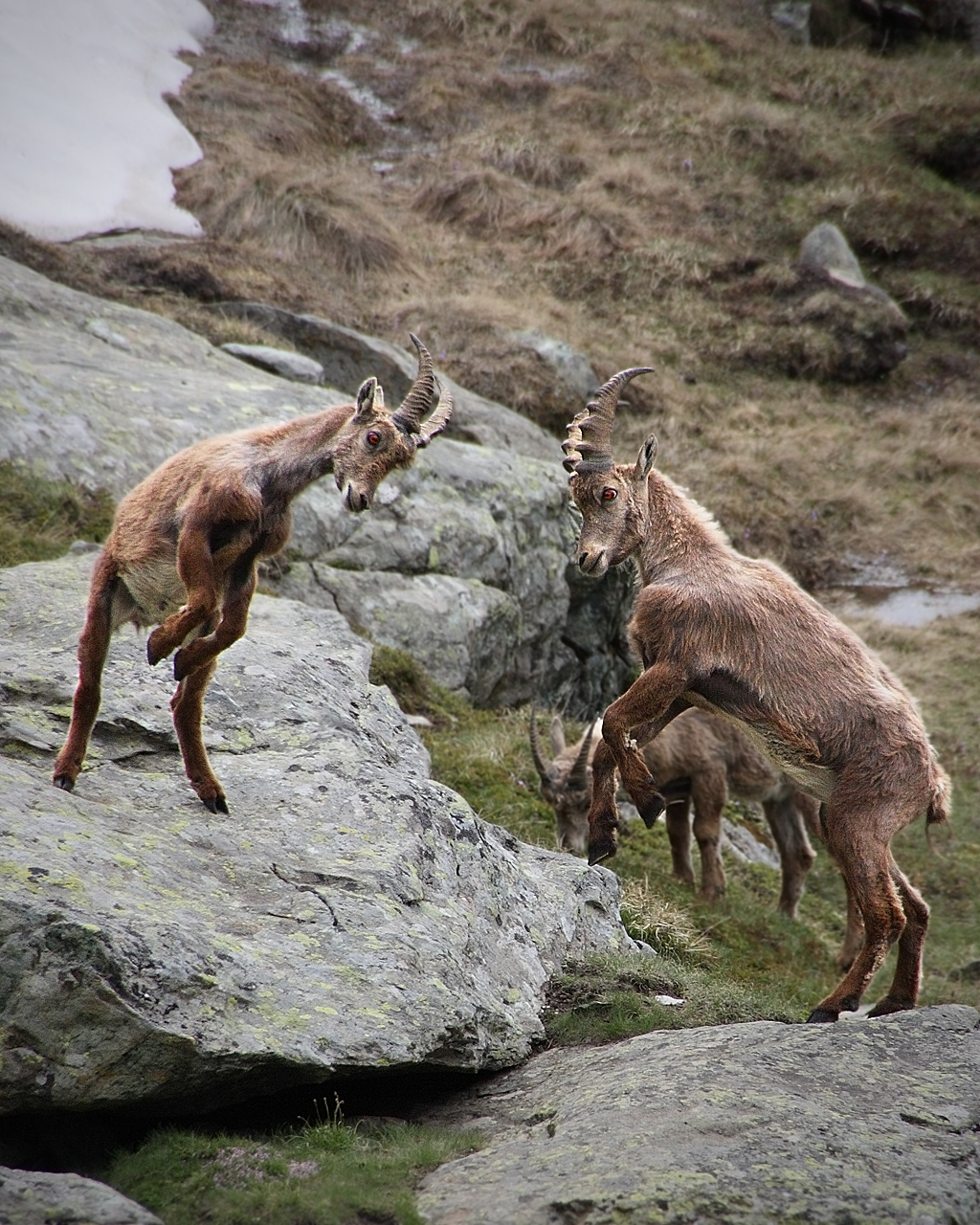
Hai con sơn dương đang chiến đấu để tranh giành lãnh thổ

Đấu tranh sinh tồn hay đấu tranh vì sự tồn tại là sự cạnh tranh hoặc chiến đấu để giành lấy các nguồn lực cần thiết cho sự sinh tồn hay cho sự sống. Nó có thể đề cập đến xã hội loài người, hoặc các sinh vật trong tự nhiên. Cạnh tranh lấy sinh tồn làm giới hạn. Quy luật đấu tranh sinh tồn thể hiện rõ nét nhất thông qua quy luật của giới tự nhiên, đặc biệt là biểu hiện từ việc cạnh tranh sinh học, một khía cạnh quan trọng của tương tác sinh học giữa các loài. Sự cạnh tranh cho dù là cạnh tranh cùng loài hay cạnh tranh khác loài hoặc là sự tranh giành lẫn nhau thì nó chung đều có tính khốc liệt vì sự sinh tồn của giống loài, nòi giống, thế hệ, bầy đàn, gia đình hay của chính từng cá thể.

## Từ nguyên

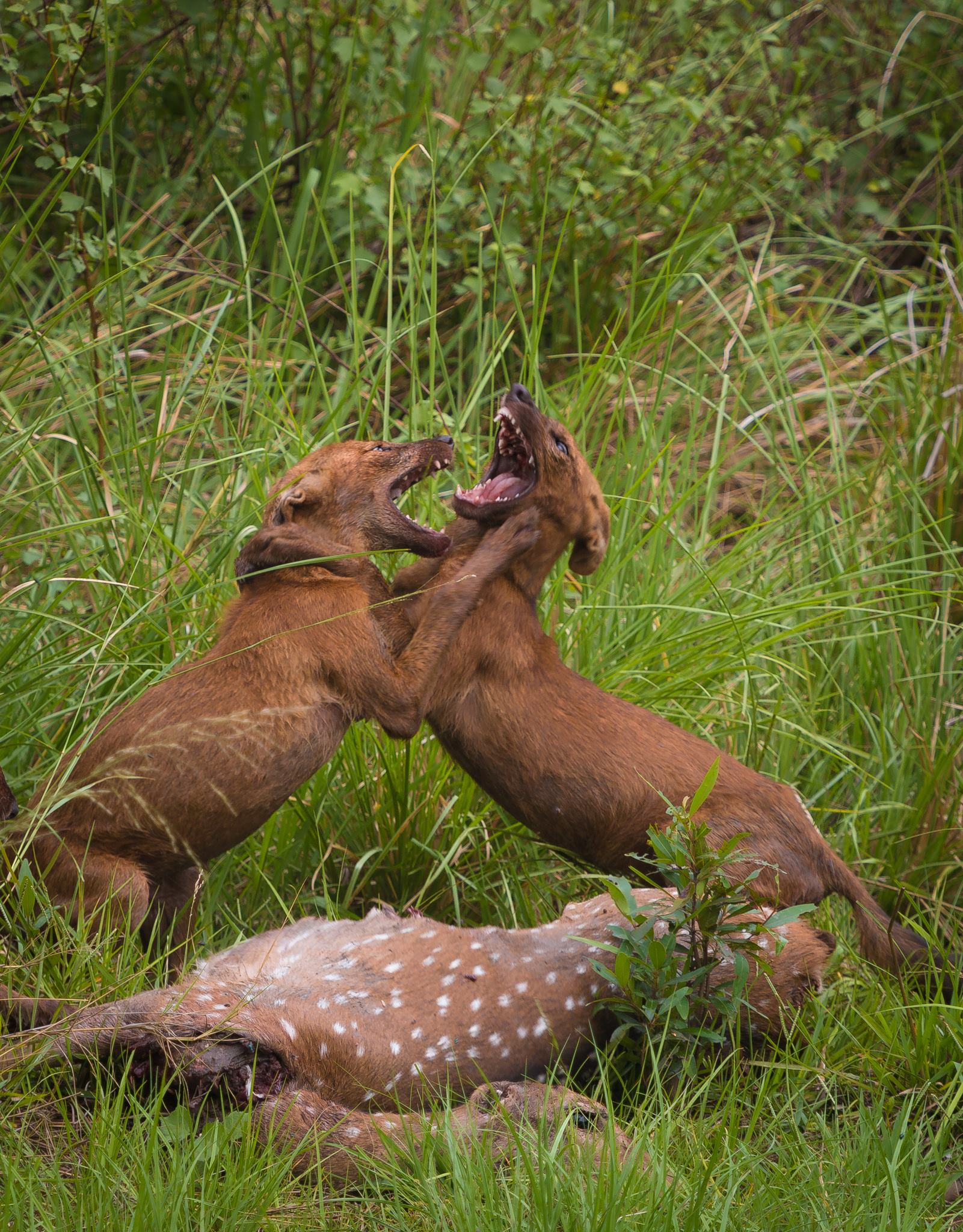
Hai con sói đỏ đang đánh nhau để tranh giành xác của một con hươu

Khái niệm này là thuật ngữ mang tính cổ điển và từ "đấu tranh sinh tồn" đã được sử dụng vào cuối thế kỷ 18. Từ thế kỷ 17 trở đi, khái niệm này liên quan đến một quần thể vượt quá các nguồn lực, một vấn đề được thể hiện rất rõ trong cuốn "Một bài luận về Nguyên tắc Dân số của Thomas Robert Malthus", dựa trên Nhận xét của Benjamin Franklin liên quan đến sự gia tăng nhân loại, nhân dân các quốc gia, dân tộc.
Thêm vào đó, Alfred Wallace đã sử dụng khái niệm về cuộc đấu tranh cho sự tồn tại để giúp đưa ra cùng một lý thuyết tiến hóa. Sau đó, T.H. Huxley tiếp tục phát triển ý tưởng về cuộc đấu tranh sinh tồn. Huxley đã không hoàn toàn đồng ý với Darwin về chọn lọc tự nhiên, nhưng ông đã đồng ý rằng có một cuộc đấu tranh cho sự tồn tại trong tự nhiên.

## Thuyết Darwin

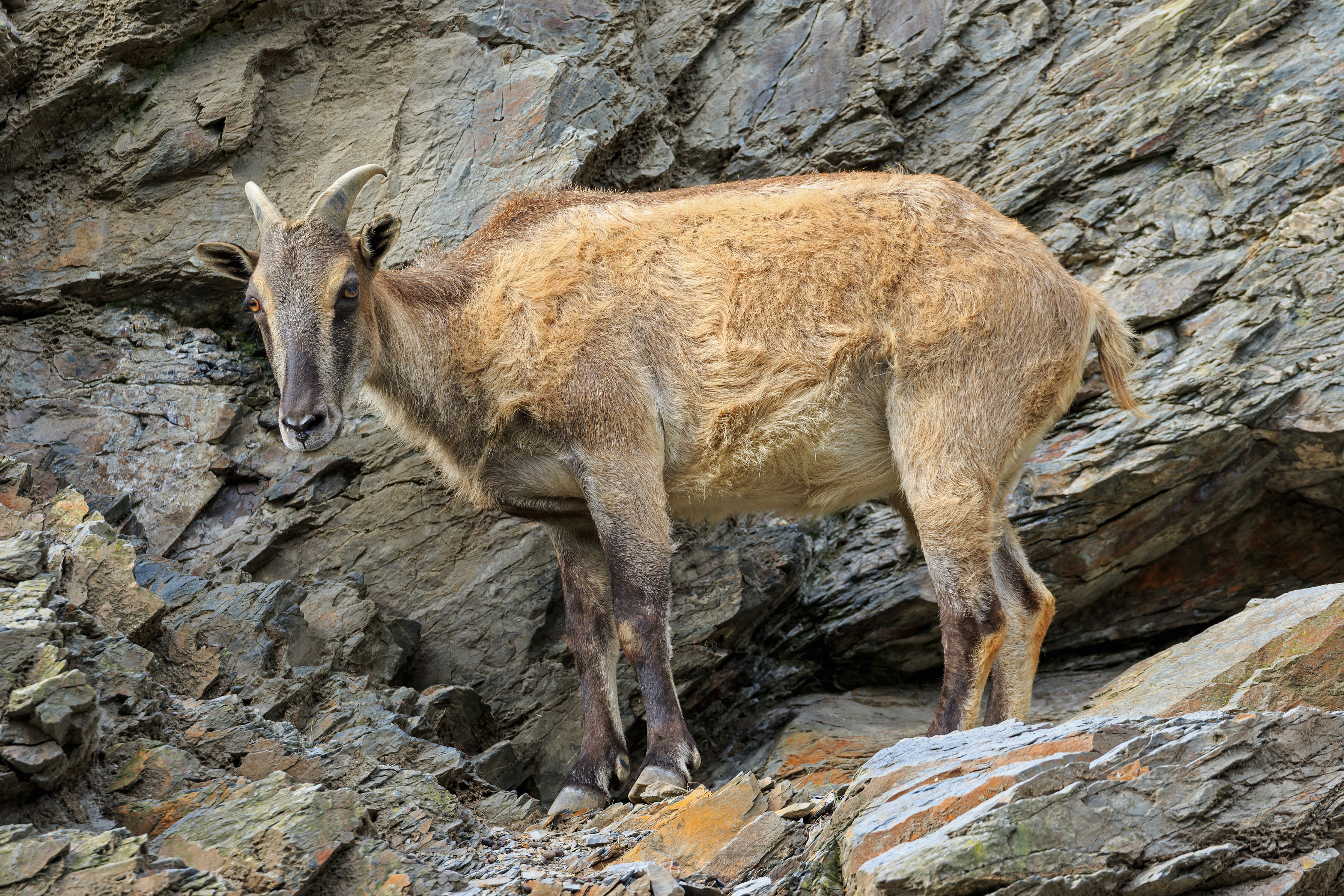
Con dê núi phải thích nghi với cuộc sống ở dốc núi cheo leo

Charles Darwin đã sử dụng cụm từ "đấu tranh sinh tồn" theo nghĩa rộng hơn và chọn thuật ngữ như là tiêu đề của chương thứ ba trong tác phẩm về Nguồn gốc các loài xuất bản năm 1859. Sử dụng ý tưởng của Malthus về cuộc đấu tranh cho sự tồn tại, Darwin đã có thể phát triển quan điểm của ông về thích ứng, có ảnh hưởng lớn trong việc xây dựng lý thuyết về sự chọn lọc tự nhiên. Ông coi đấu tranh sinh tồn như một định luật bắt buộc duy nhất của tiến hóa, trong giới sinh vật đầy rẫy hiện tượng tranh nhau, mạnh được yếu thua, cá lớn nuốt cá bé.
Ông viết: "Sau nhiều năm quan sát kỹ lưỡng sự sống các động vật, thực vật tôi đã thấu hiểu thế nào là quy luật đấu tranh sinh tồn ngự trị ở khắp mọi nơi. Do đó tôi nhận định rằng, các chủng loại sẽ tồn tại nếu gặp điều kiện thuận lợi, và nếu gặp nghịch cảnh sẽ có thể bị tuyệt chủng, và chính yếu tố hoàn cảnh đã khiến phát sinh ra những chủng loại mới. Đó là khởi điểm lý thuyết của tôi, và cứ theo chiều hướng đó tôi tiếp tục việc nghiên cứu". Chính nhận định đó đã đưa Darwin khám phá ra quy luật "đào thải tự nhiên", quy luật "đấu tranh sinh tồn", "khôn sống mống chết", nền tảng lý thuyết của cuốn Nguồn gốc các chủng loại..
Ông cho biết thêm nếu sự tiến hoá của các chủng loại do sự đào thải nhân tạo, vậy sự đào thải tự nhiên có thể là yếu tố quyết định sự tiến hoá các chủng loại được không? Trong thiên nhiên, vai trò của người trồng trọt, chăn nuôi được thay thế bởi quy luật đấu tranh sinh tồn (strugle for existence. Darwin nhận thấy rằng: trong các sinh vật, một số "cá thể sinh vật" rất lớn phải bị tiêu diệt, chỉ một số nào sống sót. Nhiều loại sinh vật phải chết để nuôi sống loại sinh vật khác. Cuộc chiến đấu tiếp diễn không bao giờ ngừng, và loại ra khỏi cuộc đấu tranh để tồn tại tất cả những con vật, cây cối nào không đủ điều kiện tồn tại. Vì lẽ đó mới có sự thay đổi hình dạng của các sinh vật để thích nghi với những điều kiện mới, để tồn tại.

## Biểu hiện

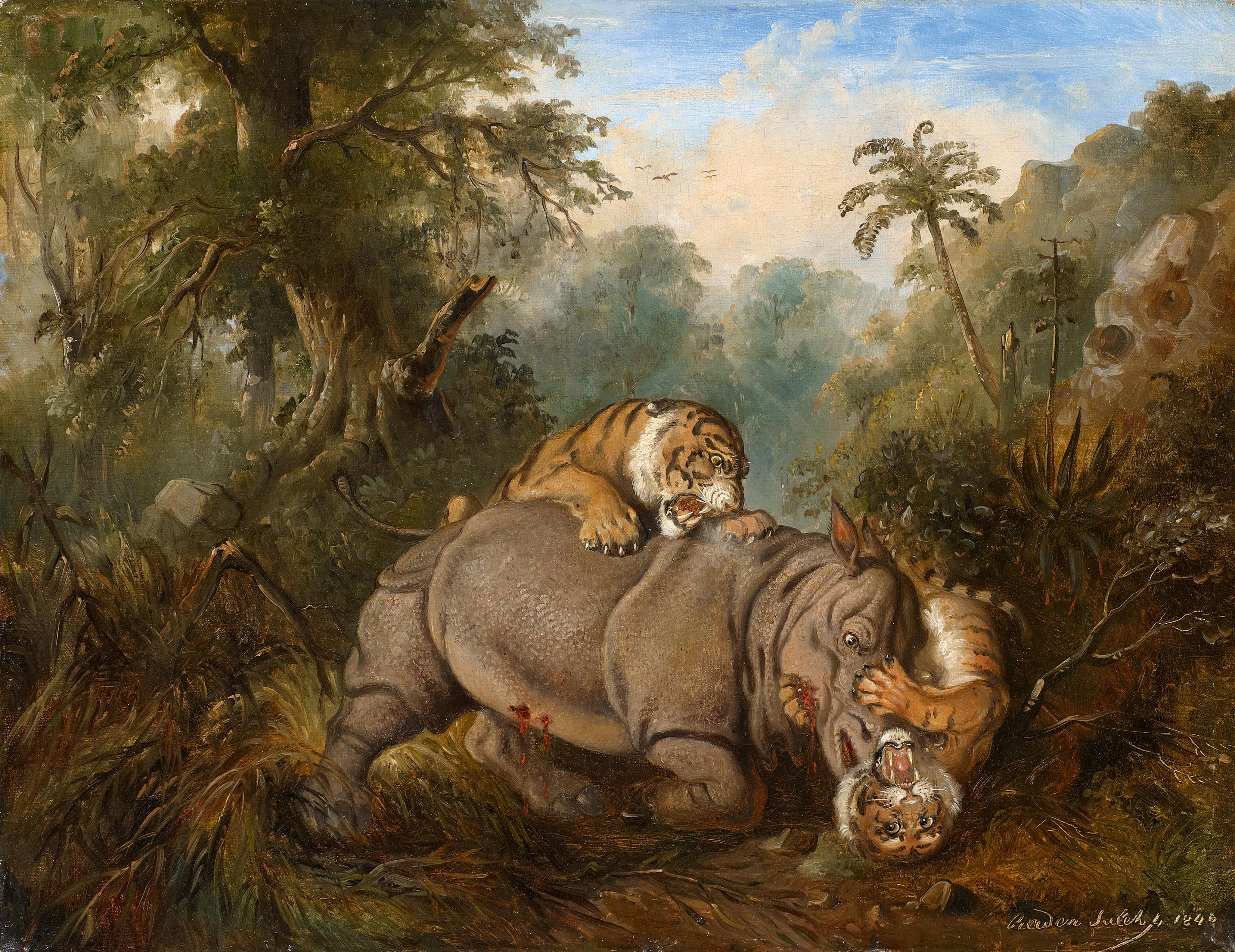
Họa phẩm cảnh hai con hổ đang tấn công một con tê giác

Cạnh tranh sinh học hay cạnh tranh sinh thái hay cạnh tranh sinh tồn trong tự nhiên là sự tương tác giữa các sinh vật hoặc các loài với nhau (trong đó cả sinh vật hoặc loài bị tổn hại) để giành quyền tiếp cận ít nhất một nguồn tài nguyên sinh học (như thức ăn, nước và lãnh thổ). Sự cạnh tranh không phải lúc nào cũng đơn giản và có thể xảy ra theo cách trực tiếp và gián tiếp, từ đơn giản cho đến phức tạp. Theo nguyên tắc loại trừ cạnh tranh (đào thải sinh học), các loài không thích hợp để cạnh tranh cho các nguồn tài nguyên phải hoặc là thích nghi hoặc tuyệt diệt. Theo lý thuyết tiến hóa, những cuộc chạy đua cạnh tranh giữa các loài và các nguồn tài nguyên là quan trọng trong việc chọn lọc tự nhiên.
Cạnh tranh cùng loài hay cạnh tranh nội bộ (Intraspecific competition) là hiện tượng cạnh tranh sinh học giữa các cá thể hoặc nhóm cá thể trong cùng một loài xảy ra khi gặp điều kiện quá bất lợi như thiếu thức ăn, chỗ ở hoặc chiến đấu vì quyền duy trì nòi giống. Cạnh tranh cùng loài giúp duy trì ổn định số lượng cá thể của quần thể, cân bằng với sức chứa của môi trường. Điều kiện cạnh tranh cùng loài phát sinh khi môi trường đồng nhất và cạnh tranh cùng loài diễn ra khốc liệt thì các cá thể phân bố một cách đồng đều trong khu vực sống của quần thể, sự phân bố các cá thể cùng loài một cách đồng đều trong môi trường có ý nghĩa giảm sự cạnh tranh gay gắt giữa các cá thể trong quần thể. Trong thế giới động vật, để tranh giành nơi sống, thức ăn hay bạn tình, các cá thể trong cùng một loài sẽ bất chấp mọi thủ đoạn, mọi cách thức.
Cạnh tranh khác loài hay còn gọi là cạnh tranh liên ngành (Interspecific competition) là một dạng cạnh tranh sinh học trong đó các cá thể, nhóm cá thể của các loài khác nhau cạnh tranh, giành giật với cùng một nguồn tài nguyên trong một hệ sinh thái như nguồn thức ăn hoặc lãnh thổ sinh tồn. Điều này có thể được tương phản với sự hỗ trợ hợp tác giao nhau chẳng hạn như quan hệ cộng sinh. Cạnh tranh giữa các thành viên của cùng một loài được gọi là cạnh tranh cùng loài (intraspecific). Sự cạnh tranh khác loài sẽ giảm sự trùng lặp ổ sinh thái vì nó sẽ dẫn tới phân ly ổ sinh thái, hốc sinh thái. Cạnh tranh chỉ là một trong nhiều yếu tố sinh học và phi sinh học tương tác ảnh hưởng đến cấu trúc cộng đồng sinh thái.
Cạnh tranh giành giật (Scramble competition) hay còn gọi là tranh giành đề cập đến một tình huống về mặt sinh thái học, trong đó một nguồn lực có thể đủ để dành cho tất cả các đối thủ cạnh tranh (nghĩa là, nó không bị độc chiếm). Tuy nhiên, vì sự hữu hạn chẳng hạn như nguồn thức ăn và nguồn nước thì sự tranh giành sẽ diễn ra có thể dẫn đến giảm tỷ lệ sống sót cho tất cả các đối thủ cạnh tranh nếu tài nguyên được sử dụng cho khả năng giành giật của nó. Cạnh tranh giành giật là cạnh tranh cho một nguồn lực không phù hợp với nhu cầu của tất cả, nhưng được phân chia ngang nhau giữa các ứng viên, vì vậy không có đối thủ nào đạt được điều mình cần và sẽ không có sự đấu đá trực tiếp với nhau nhưng chúng sẽ thi nhau tiếp cận và sử dụng các nguồn tài nguyên nhiều nhất có thể so với đối thủ của mình.

## Hình ảnh

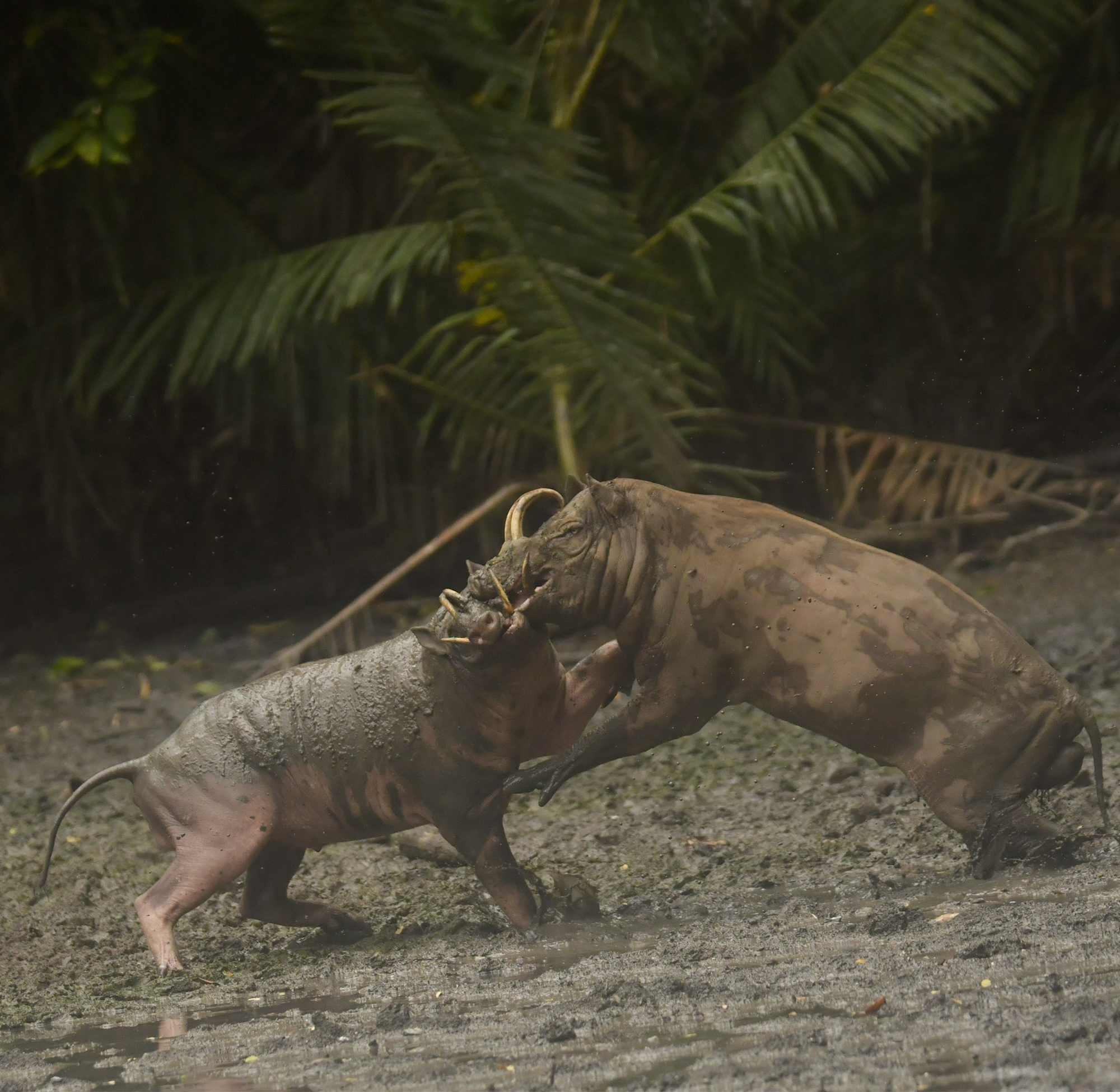
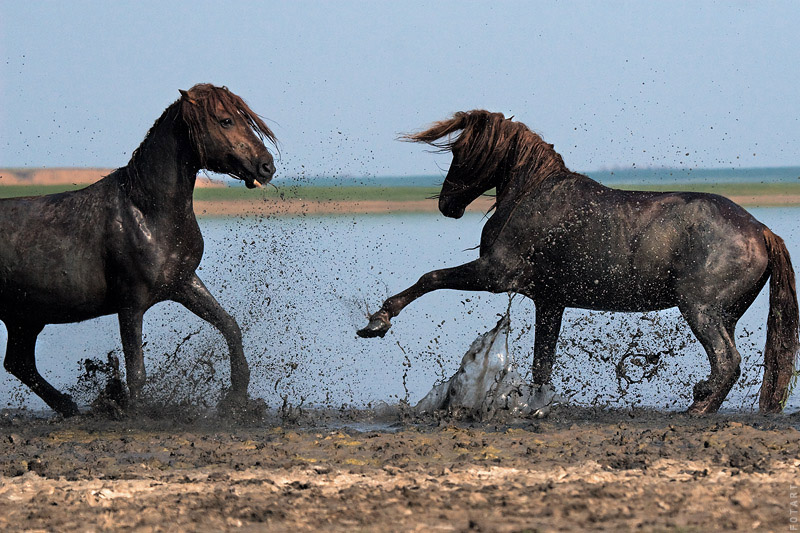
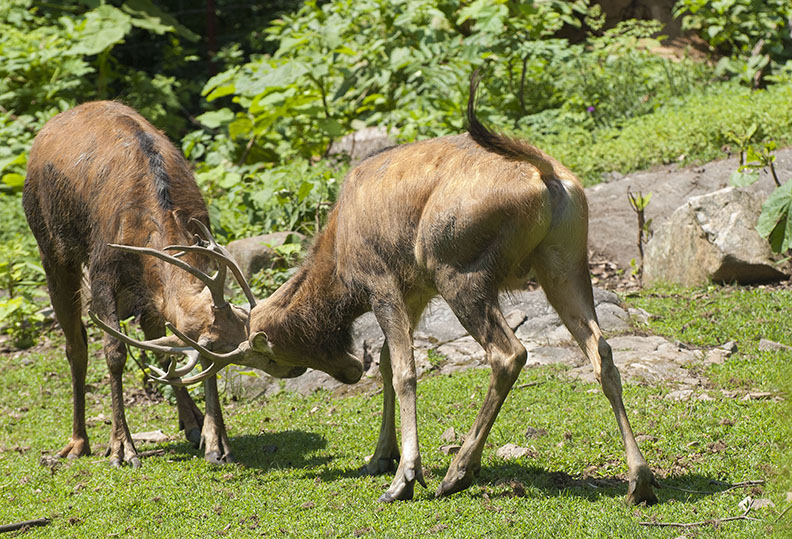